# Ulrike Koch
Ulrike Koch (Birkenfeld, 1950 – 30 maart 2024) was een Zwitsers sinologe, filmregisseuse en scenarioschrijfster. Ze studeerde Chinees en Japans aan de Universiteit van Peking.
Ze werkte mee aan de films Urga van Nikita Michalkov in 1991 als assistent-regisseur en aan twee films van Bernardo Bertolucci: The Last Emperor uit 1987 en Little Buddha uit 1993.

## Filmografie
In 1995 maakt ze haar eerste eigen film, de documentaire Qidong: Die Kunst der Stille als Lebenselixier. Qidong is een film over alternatieve geneeswijze in China.
In 1997 maakt ze haar tweede film, Die Salzmänner von Tibet, waaraan ze uiteindelijk acht jaar heeft gewerkt. De film draait om een groep zoutnomaden, en hun jaarlijkse tocht om zout te verzamelen bij de hooggelegen meren in de Changthang. Dit zout is hun voornaamste ruilmiddel voor goederen als gerst, ander basisvoedsel en thee. De productie werd gerekt omdat ze allereerst de zoutmannen moest opsporen en daarna het vertrouwen winnen om de film te kunnen maken. Daarnaast werd de film gedwarsboomd door de Chinese autoriteiten die onder andere het 16mm-materiaal in beslag namen. De film ontvangt drie prijzen op internationale filmfestivals.
In 2004 brengt ze haar derde film uit, Ässhäk - Geschichten aus der Sahara. De film wint de prijs voor beste regie op het International Film Festival Philadelphia en wordt onder andere genomineerd voor de Tiger Award op het International Film Festival Rotterdam.
Koch overleed op 30 maart 2024 op 73-jarige leeftijd na een ernstige ziekte.
- Gemeinsame Normdatei: 138518815
- International Standard Name Identifier: 0000 0000 0577 2211
- Library of Congress Control Number: no2002075808
- Nationale Bibliotheek van Israël: 987007450273405171
- Virtual International Authority File: 57149377